# Нікола Ґенчев
Нікола Ґенчев (болг. Никола Костадинов Генчев) нар. 27 вересня 1897, Брацигово — нар. 25 серпня 1962, Пловдив — болгарський військовий діяч, генерал-лейтенант.

## Біографія
Народився 27 вересня 1897 в Брацигово. В 1917 закінчив Військову школу в Софії .
У 1935 за антимонархічну діяльність його звільнили з армії. Поновлений на службі в 1942. 14 вересня 1944 року він був призначений командувачем 2-ї піхотної дивізії.
З 20 липня 1945 був командиром 3-ї армії. З 20 грудня 1945 — начальник Управління військового міністерства. Звільнений 1 жовтня 1946. Пізніше засуджений і відправлений до в'язниці Белене.

## Військові звання
- Молодший лейтенант (1 серпня 1917)
- Лейтенант (30 червня 1919)
- Капітан (1926)
- Майор (6 травня 1935)
- Полковник (30 жовтня 1942)
- Генерал-майор (11 вересня 1944)
- Генерал-лейтенант (5 травня 1945)

## Нагороди
- Орден «За хоробрість» — III ступеня
- Орден «За військові заслуги» — II ступеня